# Planvermögen
Planvermögen ist ein Begriff aus der betrieblichen Altersversorgung. Er bezeichnet das Vermögen, das zur Abdeckung von Versorgungsansprüchen ausgeschiedener Mitarbeiter bereitsteht. Im Gegensatz zu Pensionsrückstellungen ist dieses Planvermögen insolvenzfest.

## Hintergrund
Damit Leistungen an ausgeschiedene Arbeitnehmer auch bei Insolvenz des Arbeitgebers noch gezahlt werden können, müssen sie in irgendeiner Form gesichert sein. In Deutschland sind Pensionsverpflichtungen über den Pensions-Sicherungs-Verein abgesichert. Es ist aber auch möglich, (zusätzlich) bestimmte Vermögensgegenstände (i. d. R. Wertpapiere oder Rückdeckungsversicherungsansprüche) so zu gestalten, dass sie im Insolvenzfall dem Zugriff Dritter (d. h. aller außer den begünstigten Arbeitnehmern) entzogen sind. Die Höhe des Planvermögens wird nach versicherungsmathematischen Grundsätzen ermittelt.

## Rechnungslegung
Die Anforderungen an "Plan Assets" sind nach den verschiedenen Standards unterschiedlich.

### IFRS
In den International Financial Reporting Standards (IFRS) ist die Bilanzierung von Leistungen aus der betrieblichen Altersversorgung in International Accounting Standard 19 (IAS 19) Leistungen an Arbeitnehmer geregelt. IAS 19 (2011).8 unterscheidet zwischen leistungs- und beitragsorientierten Plänen. Bei beitragsorientierten Plänen zahlt der Arbeitgeber ein. Alle übrigen Pläne zur Altersversorgung sind leistungsorientiert. Bei ihnen muss der Arbeitgeber Beiträge an einen Dritten entrichten, der die Verpflichtung erfüllt. Weitere Pflichten hat der Arbeitgeber nicht, insbesondere haftet er nicht, wenn das dem Dritten zur Verfügung gestellte Vermögen nicht ausreicht. Alle anderen Pläne sind leistungsorientierte Pläne. Ein formaler Plan muss nicht bestehen. Bei leistungsorientierten Plänen muss der Arbeitgeber Vermögen und Verpflichtungen aus dem Plan saldieren und den Überhang in seiner Bilanz ausweisen.
- An den Arbeitnehmer verpfändete Rückdeckungsversicherungen,
- Vermögen, das im Wege einer Treuhandlösung, auch doppelseitige Treuhand oder Contractual Trust Arrangement (CTA), ausgelagert wurde,
- Vermögen einer Unterstützungskasse, soweit es nicht als Darlehen an das Trägerunternehmen gegeben wurde In IAS 19.7 werden folgende Bedingungen für die Anerkennung von Planvermögen (saldierungsfähiges Vermögen) gestellt:
- Das Vermögen wird von einer, vom Unternehmen rechtlich unabhängigen, Einheit gehalten.* - Diese Einheit existiert ausschließlich zur Zahlung oder Finanzierung von Leistungen an Arbeitnehmer.
- Das Vermögen ist ausschließlich verfügbar, um die Leistungen an die Arbeitnehmer zu zahlen oder zu finanzieren.
- Das Vermögen ist vor dem Zugriff von Gläubigern des berichtenden Unternehmens geschützt.
- Das Vermögen darf nur an das berichtende Unternehmen zurückgezahlt werden, soweit diese Rückerstattung bereits gezahlte Leistungen des  Unternehmens betreffen (Refinanzierung) bzw. das verbleibende Vermögen ausreicht, um alle Leistungsverpflichtungen gegenüber den Arbeitnehmern zu erfüllen.

### Deutschland
Im deutschen Handelsrecht besteht grundsätzlich ein Saldierungsverbot, nach dem Aktiva und Passiva nicht miteinander verrechnet werden dürfen. Durch das Bilanzrechtsmodernisierungsgesetz wurde jedoch die Regelung eingeführt, dass Vermögensgegenstände, die dem Zugriff aller übrigen Gläubiger entzogen sind und ausschließlich der Erfüllung von Schulden aus Altersversorgungsverpflichtungen oder vergleichbaren langfristig fälligen Verpflichtungen dienen, mit diesen Schulden zu verrechnen sind; entsprechend ist mit den zugehörigen Aufwendungen und Erträgen aus der Abzinsung und aus dem zu verrechnenden Vermögen zu verfahren. Wenn der beizulegende Zeitwert der betreffenden Vermögensgegenstände den Betrag der Schulden übersteigt, ist der übersteigende Betrag unter einem gesonderten Posten zu aktivieren (§ 246 Abs. 2 HGB).